# Igor Witaljewitsch Sawizki

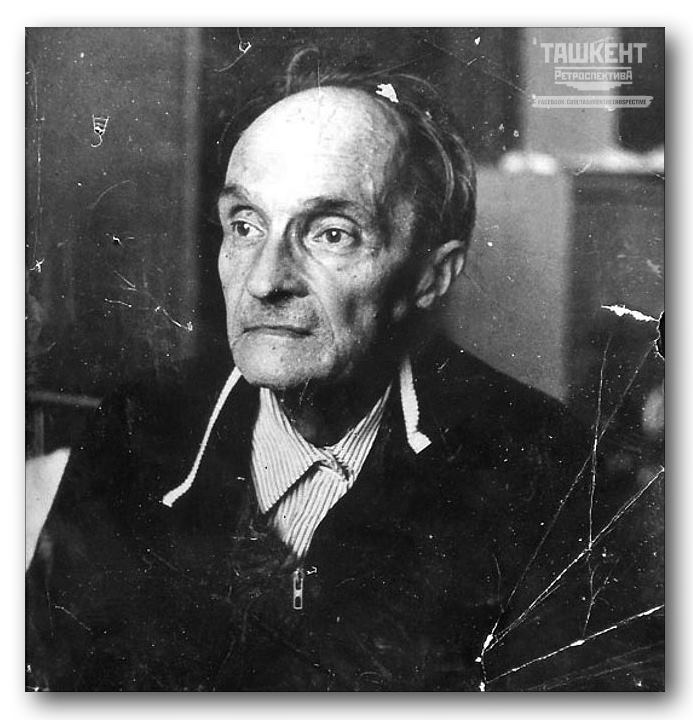
Igor Witaljewitsch Sawizki

Igor Witaljewitsch Sawizki (russisch Игорь Витальевич Савицкий, wiss. Transliteration Igor' Vital'evič Savickij, englisch Igor Vitalyevich Savitsky, auch Sawitzki transkribiert; * 4. August 1915 in Kiew, Russisches Kaiserreich; † 27. Juli 1984 in Moskau, Sowjetunion) war ein sowjetischer Maler, Archäologe und Sammler, vor allem der Avantgarde-Kunst. Er gründete das staatliche Kunstmuseum der Republik Karakalpakistan, das teilweise auch nach ihm benannt wird, mit Sitz in Nukus, Usbekistan (siehe auch Hauptartikel: Kunstmuseum Nukus).

## Leben und Arbeit
Igor Sawizki wurde 1915 in Kiew in eine relativ wohlhabende Familie hineingeboren. Er erlernte den Beruf des Elektrikers. 1950 besuchte er erstmals Karakalpakistan, um an der „Khorezm“ Archäologische & Ethnographische Expedition, teilzunehmen, die seit den 1930er Jahren Untersuchungen durchführte und von Sergei Pawlowitsch Tolstow geführt wurde. Er verlegte seinen Wohnsitz nach Nukus, der Hauptstadt von Karakalpakistan, und lebte dort bis zu seinem Tod im Jahre 1984. Von 1957 bis 1966 legte er eine umfangreiche Sammlung von Schmuck, Teppichen, Münzen, Kleidung und anderen Artefakten aus der Region an und überzeugte die Behörden von der Notwendigkeit eines eigenen Museums. Nach Gründung des Museums wurde er 1966 zum Kurator ernannt.
In weiterer Folge sammelte Sawizki auch tausende Werke zentralasiatischer Künstler wie z. B. Oʻrol Tansiqboyev und Wiktor Ufimzew aus der Schule der Usbeken, und später die der russischen Avantgarde wie z. B. Kliment Redko, Ljubow Popowa, Wera Muchina, Iwan Kudrjaschow oder Robert Falk, deren Bilder in der Sowjetunion unter der Diktatur von Josef Stalin unerwünscht waren.

## Biografie
Sawizki und die von ihm zusammengestellte Sammlung war Gegenstand des Dokumentarfilms „The Desert of Forbidden Art“, der unter der Leitung von Amanda Pope und Tchavdar Georgiev erstellt wurde. Ben Kingsley gab im Film Sawizki die Stimme. Der Film hatte 2010 auf dem Globians Doc Fest Premiere.
Marinika Babanazarova, Direktorin des staatlichen Kunstmuseums der Republik Karakalpakistan, erstellte 2011 die Biografie Igor Savitsky : Artist, Collector, Museum Founder, welche auch in Französisch erschienen ist.

## Bücher von Sawizki
- Igor Witaljewitsch Sawizki: Gossudarstwennyj musei iskusstw karakalpakskoi ASSR. Moskau 1976.
- Igor Witaljewitsch Sawizki: Narodnoje prikladnoje iskusstwo karakalpakow. Resba po derewy. Taschkent 1965.